# Aenictus rabori
Aenictus rabori é uma espécie de formiga do gênero Aenictus.